# Jan van Wechelen
Jan van Wechelen o Hans van Wechelen  (c 1530 – 1570) fue un pintor y dibujante flamenco activo en Amberes a mediados del siglo XVI, siendo conocido por sus paisajes y escenas.

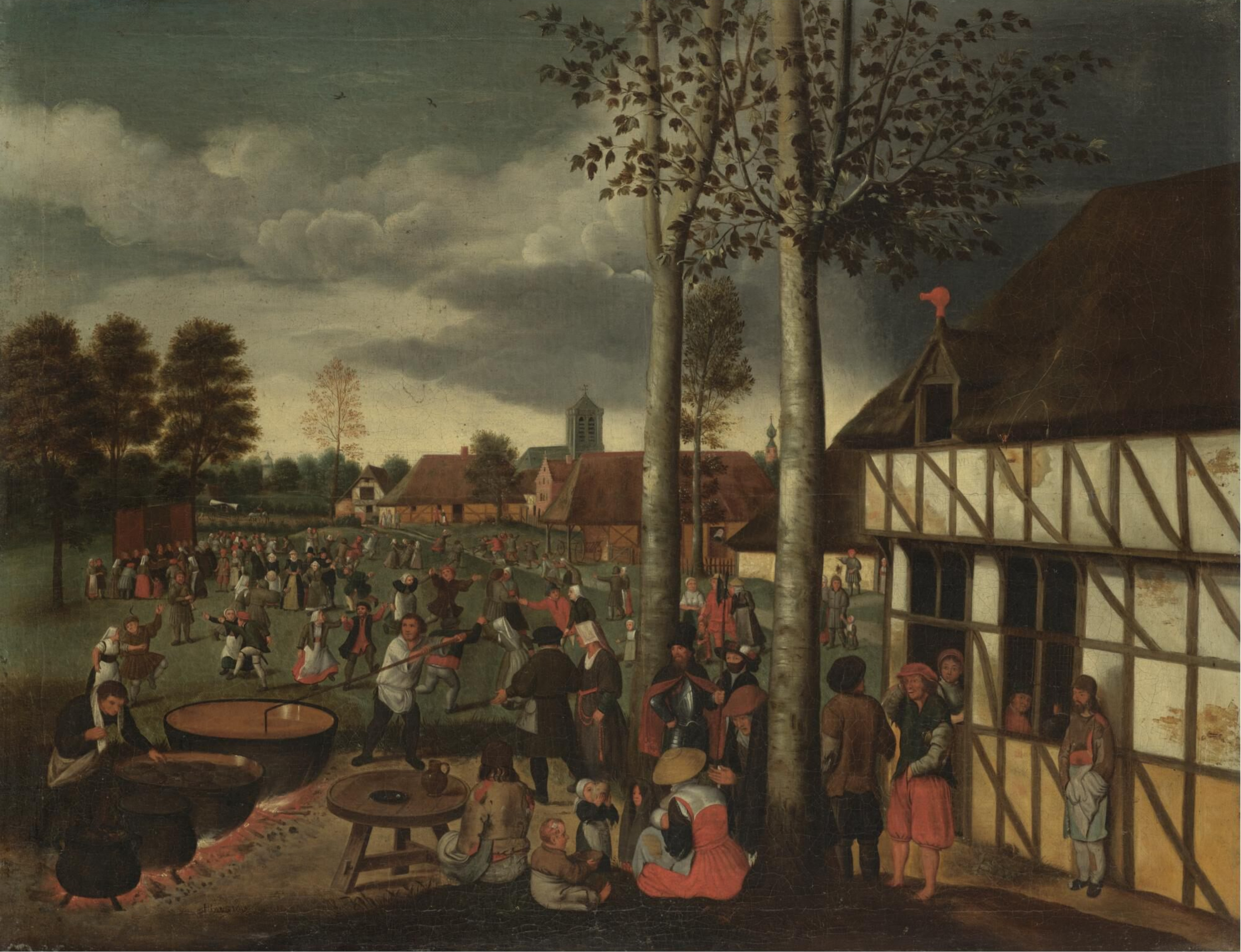
Campesinos festejando en un pueblo kermesse

## Vida
Los detalles sobre su vida son escasos. Jan van Wechelen nació en algún momento entre 1530 y 1537.
Se menciona por primera vez en 1557 a un Jan van Wechlen como maestro de un aprendiz llamado Hans de Boeys en los registros del Gremio de San Lucas en Amberes. Es conocido por sus colaboraciones con Cornelis van Dalem.

## Trabajo

### General
Solo se conocen algunas obras de Jan van Wechelen, ya que la mayor parte fue destruida por la guerra y la iconoclasia del siglo XVI. La mayoría consistieron en paisajes y escenas religiosas, pero también se encuentran algunas escenas generales y una pintura arquitectónica del interior de una iglesia. La obra del artista disfrutó de una excelente reputación a principios del siglo XVII y fue recopilada por Rubens y los destacados coleccionistas de arte Cornelis van der Geest y Pieter Stevens.  

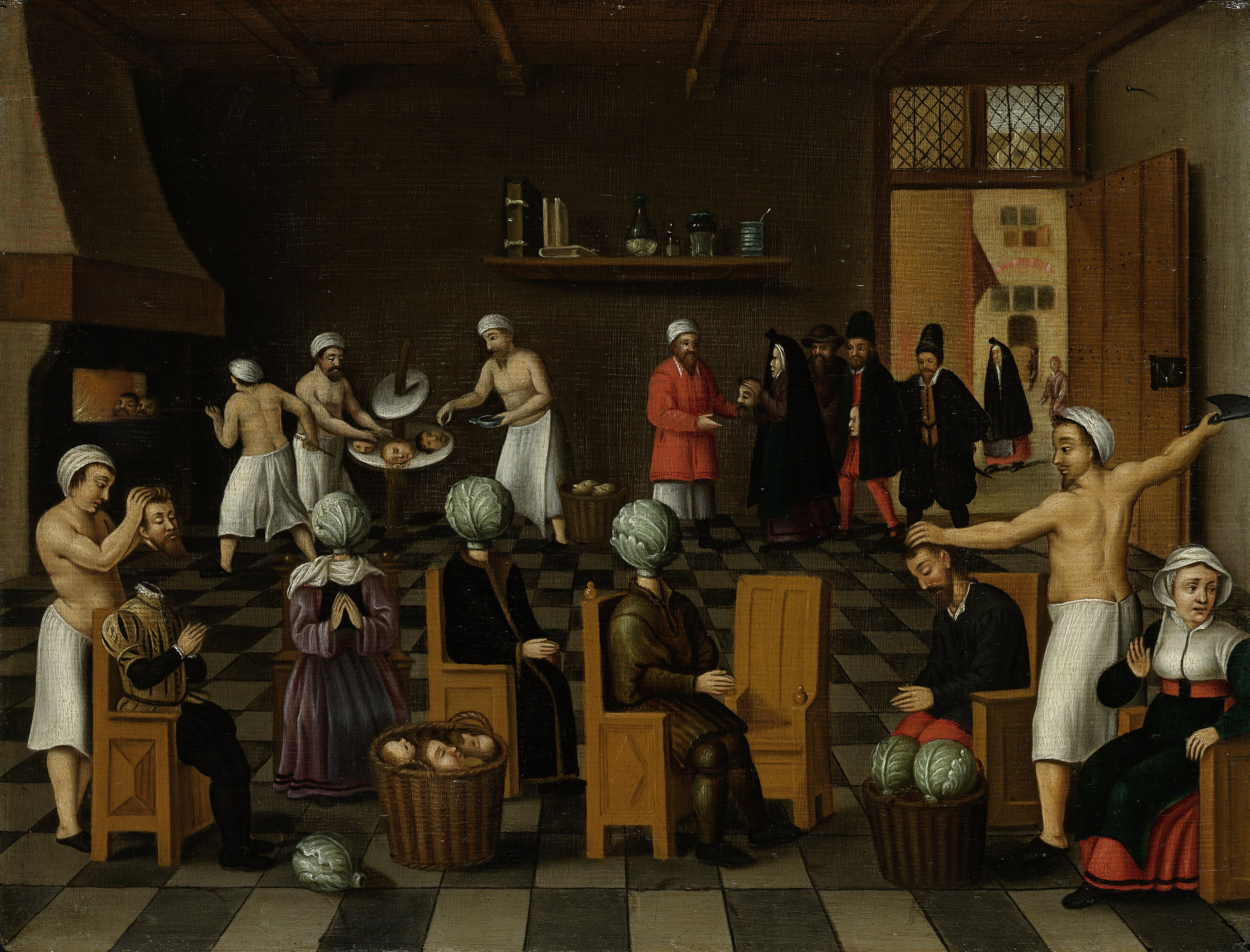
La leyenda del panadero de Eeklo

Jan van Wechelen colaboró regularmente con su compañero Cornelis van Dalem. Van Wechelen fue un talentoso pintor de personas y sus figuras fueron muy adecuadas para los paisajes desarrollados por Van Dalem. Al menos tres de estas colaboraciones entre los dos artistas son sospechosas, incluyendo a una obra llamada Paisaje con nómadas (también conocida como Paisaje con gitanos, Galería Nacional de Arte de Karlsruhe). Esta pintura probablemente representa a una familia de gitanos donde también se ve también a una mujer sentada usando el distintivo sombrero blanco ovalado, el cual era un indicador común para una mujer gitana en las pinturas flamencas del siglo XVI.

### El panadero de Eeklo
Una pintura interesante, realizada en colaboración con Cornelis van Dalem, es la composición La leyenda del panadero de Eeklo. Se perdió la pintura original, pero una presunta copia de la misma es parte de la colección del Rijksmuseum y está prestada a Muiderslot. También existen muchas versiones que, según se dice, fueron hechas por el círculo de Cornelis van Dalem y Jan van Wechelen o después. La composición fue grabada por Frederik Bouttats the Younger . 
La pintura representa una leyenda contada sobre los ciudadanos de Eeklo en Flandes. Cuando no estaban contentos con el aspecto de sus cabezas, iban a la panadería del pueblo. Allí, el panadero y sus ayudantes se cortarían la cabeza y colocarían coles en el cuello para detener el sangrado. Las cabezas mejoradas se amasarían y rodarían, se frotarían con un nuevo acabado, se hornearían en el horno y finalmente se reemplazarían. La composición cuenta todo el proceso. Sin embargo, siempre existía el riesgo de que una cabeza nueva no se horneara o horneara demasiado, lo que resultaría en una cabeza deformada o deficiente. Hay una escena de una mujer con una cabeza cortada que está discutiendo con el panadero vestido de rojo (probablemente esté tratando de devolverle la cabeza a su esposo con el que no está contenta). Esta historia tenía un mensaje moral y de advertencia para aquellos que no estaban satisfechos con su apariencia y querían hacer algo drástico al respecto.

### Interior de la iglesia con Cristo predicando a una multitud

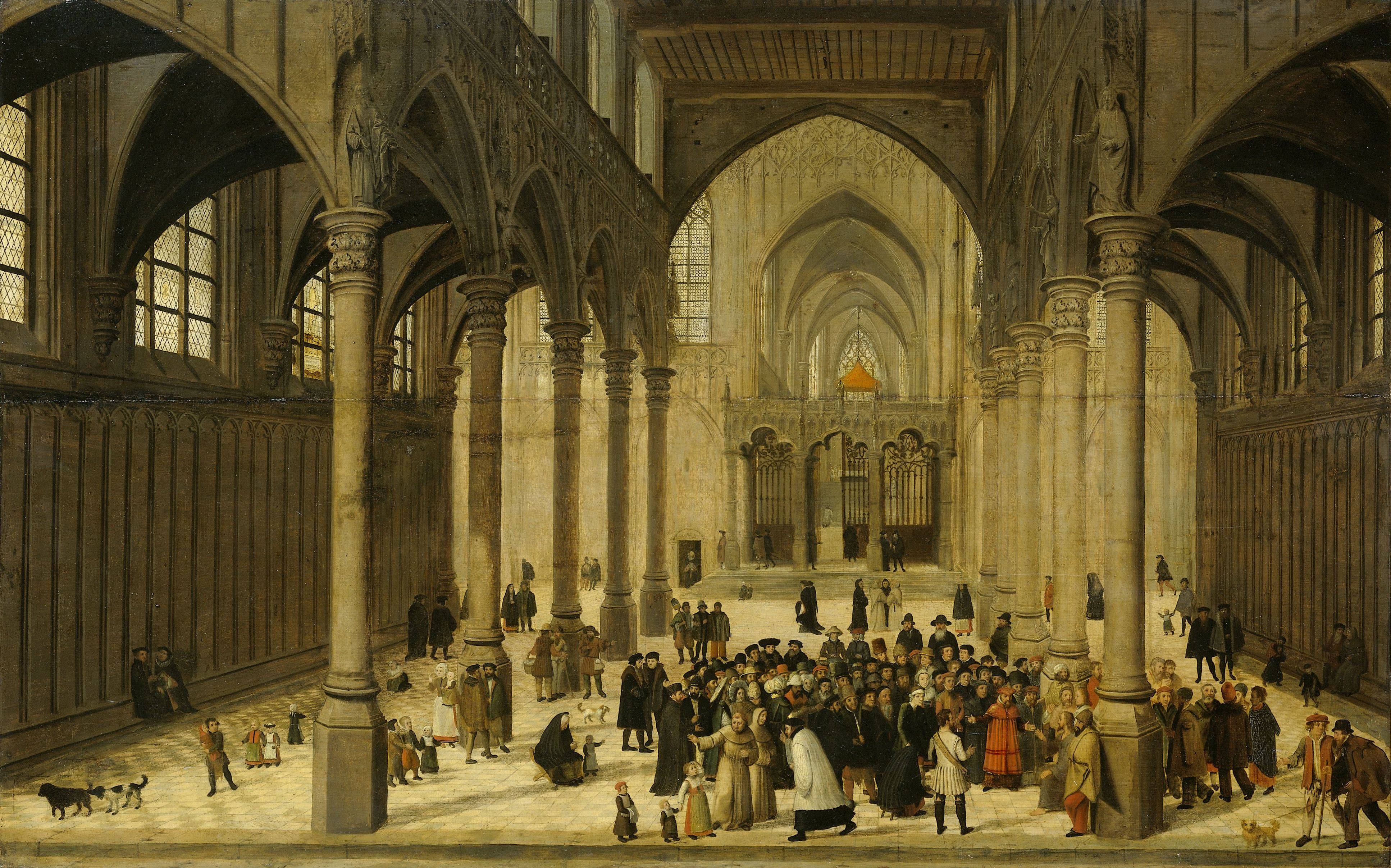
Interior de la iglesia con Cristo predicando a una multitud

Una composición titulada Interior de la iglesia con Cristo predicando a una multitud (Rijksmuseum) se atribuye a una colaboración entre van Wechelen y van Dalem. Muestra el interior de una gran iglesia con una multitud de personas con vestimenta contemporánea y extranjera que escuchan a Jesucristo, quien predica mientras está sentado cerca de una columna. El interior de la iglesia es bastante árido y las únicas decoraciones que se ven son algunas esculturas en lo alto de las columnas. En el interior de la iglesia se representan varias escenas, como los sacerdotes que persiguen a los niños, un hombre con un bastón y un perro que es abordado por un hombre vestido de espinas (tal vez un mendigo), algunos perros olisqueándose entre ellos, una pareja coqueteando, un hombre con una pala, etc. 
Van Dalem, su colaborador en esta composición, era sospechoso de ser protestante y posiblemente la composición contenga críticas a la Iglesia Católica. Al colocar una predicación de Jesús en medio de la arquitectura moderna de la iglesia y una multitud contemporánea, la composición posiblemente también debería leerse en el contexto de la iconoclasia de la Tormenta de Belén, que había causado una reflexión sobre el papel del arte religioso en los Países Bajos. El ataque a las esculturas y pinturas había puesto todo el interior de la iglesia en discusión. Encontrar respuestas a preguntas como qué debería ser una iglesia, qué tipo de arquitectura era adecuada y cómo debía embellecerse se había vuelto necesario. La práctica religiosa contemporánea se comparó con las palabras y los hechos de Cristo y sus apóstoles y el pasado y el futuro de la religión, sus templos y sus ritos estaban bajo escrutinio.

### Kermesse
Jan van Wechelen produjo tres versiones de una composición que representa un kermesse de la aldea con campesinos felices. La versión principal pintada en panel ahora se encuentra en una colección privada europea, mientras que otras dos versiones se vendieron en Sotheby's respectivamente el 1 de abril de 1992 (lote 57, en panel) y el 5 de diciembre de 2007 (lote 19, en lienzo). Hay algunas diferencias entre las diferentes versiones.

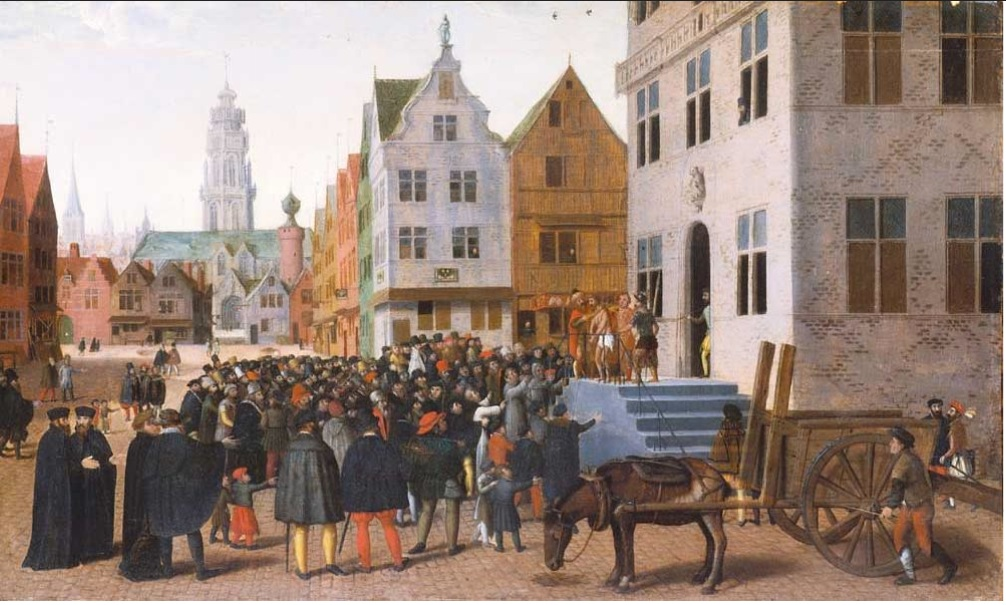
Ecce Homo

Jan van Wechelen tuvo éxito en estas escenas para dar vida a los kermesses. Estaba cerca de Pieter Brueghel el Viejo en su habilidad para animar estas pintorescas escenas con una gran cantidad de personajes con actitudes cómicas y encantadoras. El realismo en sus pinturas revela un espíritu bastante profano, mientras que sus líneas con formas claramente enfatizadas conectan su trabajo con las tendencias rigurosas que se estaban desarrollando en los Países Bajos alrededor de 1540.

### Pinturas religiosas

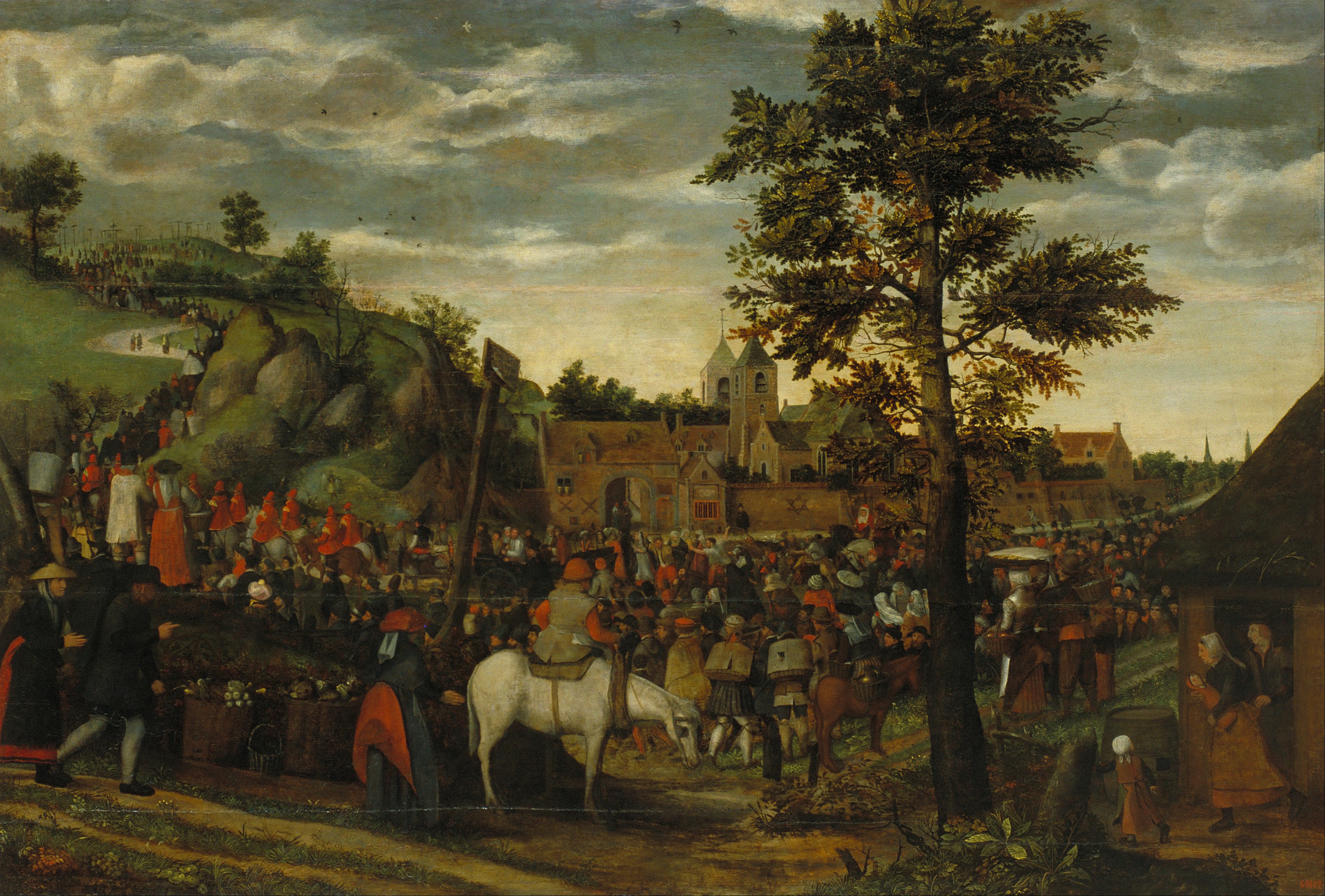
Camino al Calvario

Jan van Wechelen pintó una serie de composiciones religiosas. Su Ecce Homo (Museo de Arte de Indianápolis) retoma un tema y un escenario que se habían hecho populares en el arte flamenco del siglo XV. Colocar este tema de Jesús que se muestra a la gente en un entorno contemporáneo no era infrecuente, como lo demuestra un trabajo de Gillis Mostaert, que coloca la escena en la plaza principal de Amberes. Al escenificar la dramática escena en la plaza de una ciudad flamenca, una acusación de pecado y culpabilidad se dirige a la multitud contemporánea que presencia el evento. Que los niños también comparten la culpabilidad está implícito en la presencia prominente de niños entre los espectadores. El carro cargado de cruces en primer plano a la derecha se refiere al llamado del pueblo a la ejecución de Cristo.
Pintó al menos dos versiones del Camino al Calvario, otro tema popularizado por Pieter Brueghel el Viejo. Una de las pinturas está en el Museo Nacional de Arte de Cataluña y la otra en una colección privada (anteriormente colección Oppenheimer). Van Wechelen volvió a optar por colocar esta escena de pasión en el contexto de una ciudad contemporánea. En primer plano, podemos ver personas saliendo de sus casas y dejando sus puestos de verduras para acercarse y tener una mejor vista del 'espectáculo'. 